# Juan Bosco
Juan Bosco (* 2. September 1935 in Guadalajara, Jalisco) ist ein ehemaliger mexikanischer Fußballspieler, der vorwiegend im Mittelfeld agierte.

## Laufbahn

### Vereine
Juan Bosco wechselte 1957 vom Club Necaxa zum Stadtrivalen Club América, bei dem er dauerhaft bis zum Ende seiner aktiven Laufbahn 1967 unter Vertrag stand.
In dieser Zeit gewann er mit den Americanistas in zwei aufeinanderfolgenden Jahren den mexikanischen Pokalwettbewerb (1964 und 1965) und wiederum ein Jahr später (1966) die mexikanische Fußballmeisterschaft.

### Nationalmannschaft
Sein Debüt für die mexikanische Nationalmannschaft bestritt Bosco in einem am 1. März 1959 ausgetragenen Freundschaftsspiel gegen Costa Rica, das 3:1 gewonnen wurde. Auch bei seinen beiden nächsten Länderspieleinsätzen gegen England (2:1) und Brasilien (2:2) erzielte „El Tri“ erfreuliche Resultate. Seinen letzten Länderspieleinsatz am 13. März 1960 bestritt Bosco dann wieder gegen Costa Rica (1:1).

## Erfolge
- Mexikanischer Meister: 1966
- Mexikanischer Pokalsieger: 1964, 1965